# Lijst van rijksmonumenten in Driebergen-Rijsenburg
De plaats Driebergen-Rijsenburg telt 135 inschrijvingen in het rijksmonumentenregister. Hieronder een overzicht.
| Object | Oorspronkelijke functie?  | Bouwjaar                                               | Architect                | Locatie                               | Coördinaten?                 | Nr.?   | Afbeelding |
| --- | ------------------------- | ------------------------------------------------------ | ------------------------ | ------------------------------------- | ---------------------------- | ------ | --- |
| Graftombe van de familie Van Rijckevorsel, achter de Sint-Petrus'-Bandenkerk                                                           | Begraafplaats en -onderdl | 1859                                                   | Edouard François Georges | Kerkplein 5                           | 52° 3' 18" NB, 5° 16' 32" OL | 14076  | Meer afbeeldingen |
| Boerderij, dwarstype schuiframen met kleine roeden en luiken                                                                           | Boerderij                 | 1853                                                   |                          | Dwarsweg 4                            | 52° 1' 46" NB, 5° 17' 21" OL | 14077  | Meer afbeeldingen |
| Boerderij, voorgevel met afgewolfd dak, lang huis                                                                                      | Boerderij                 | 1731 (muurankers)                                      |                          | Gooyer Wetering 8                     | 52° 2' 14" NB, 5° 17' 8" OL  | 14078  | Meer afbeeldingen |
| Vrederust | Boerderij                 |                                                        |                          | Gooyer Wetering 10                    | 52° 2' 12" NB, 5° 17' 10" OL | 14079  | Meer afbeeldingen |
| Dijkhof | Boerderij                 |                                                        |                          | Gooyer Wetering 14                    | 52° 2' 10" NB, 5° 17' 12" OL | 14080  | Meer afbeeldingen |
| Herenhuis door een romantische parkaanleg uit de tweede helft van de 19e eeuw omgeven gepleisterd                                      | Woonhuis                  | derde kwart 19e eeuw                                   |                          | Hoofdstraat 43                        | 52° 3' 35" NB, 5° 16' 12" OL | 14081  | Herenhuis door een romantische parkaanleg uit de tweede helft van de 19e eeuw omgeven gepleisterd                                      |
| Eenvoudig gepleisterd huis met uitspringende middenpartij. Rechte daklijst met balustrade versierd                                     | Woonhuis                  |                                                        |                          | Hoofdstraat 65                        | 52° 3' 24" NB, 5° 16' 31" OL | 14082  | Meer afbeeldingen |
| Hotel "Wapen van Rijsenburg" | Horeca                    | 1811                                                   |                          | Hoofdstraat 83                        | 52° 3' 20" NB, 5° 16' 36" OL | 14083  | Meer afbeeldingen |
| Landhuis "De Horst" | Kasteel, buitenplaats     | ca. 1860                                               |                          | De Horst 1                            | 52° 2' 50" NB, 5° 17' 52" OL | 14085  | Meer afbeeldingen |
| Huize Catharina | Woonhuis                  | ca. 1860/1870                                          |                          | Hoofdstraat 62                        | 52° 3' 36" NB, 5° 16' 6" OL  | 14086  | Huize Catharina |
| Verdiepingloos pand onder mansarde dak; daterend uit de bouwtijd van de kerk en in een verband daarmee aangelegd                       | Woonhuis                  |                                                        |                          | Hoofdstraat 110                       | 52° 3' 22" NB, 5° 16' 32" OL | 14087  | Verdiepingloos pand onder mansarde dak; daterend uit de bouwtijd van de kerk en in een verband daarmee aangelegd                       |
| Verdiepingloos pand onder mansarde dak; daterend uit de bouwtijd van de kerk en in een verband daarmee aangelegd                       | Woonhuis                  |                                                        |                          | Hoofdstraat 122                       | 52° 3' 21" NB, 5° 16' 33" OL | 14088  | Meer afbeeldingen |
| Verdiepingloos pand onder mansarde dak; daterend uit de bouwtijd van de kerk en in een verband daarmee aangelegd                       | Woonhuis                  |                                                        |                          | Hoofdstraat 124                       | 52° 3' 21" NB, 5° 16' 33" OL | 14089  | Meer afbeeldingen |
| Verdiepingloos pand onder zadeldak; daterend uit de bouwtijd van de kerk, en in een verband daarmee aangelegd                          | Woonhuis                  |                                                        |                          | Hoofdstraat 128                       | 52° 3' 21" NB, 5° 16' 34" OL | 14090  | Verdiepingloos pand onder zadeldak; daterend uit de bouwtijd van de kerk, en in een verband daarmee aangelegd                          |
| Verdiepingloos pand onder mansarde dak; daterend uit de bouwtijd van de kerk en in een verband daarmee aangelegd                       | Woonhuis                  |                                                        |                          | Hoofdstraat 130                       | 52° 3' 21" NB, 5° 16' 34" OL | 14091  | Meer afbeeldingen |
| Verdiepingloos pand onder mansarde dak; daterend uit de bouwtijd van de kerk. Maakt deel uit van een groepsbebouwing aan het Kerkplein | Woonhuis                  |                                                        |                          | tussen Hoofdstraat 130 en Kerkplein 2 | 52° 3' 20" NB, 5° 16' 34" OL | 14092  | Verdiepingloos pand onder mansarde dak; daterend uit de bouwtijd van de kerk. Maakt deel uit van een groepsbebouwing aan het Kerkplein |
| Gepleisterd landhuis met uitzonderlijke venstercompositie in de middenrisaliet                                                         | Woonhuis                  | ca. 1860/1870                                          |                          | Hoofdstraat 152                       | 52° 3' 10" NB, 5° 16' 48" OL | 14093  | Meer afbeeldingen |
| De Put | Woonhuis                  | midden 19e eeuw                                        |                          | Hoofdstraat 212                       | 52° 2' 59" NB, 5° 17' 24" OL | 14094  | Meer afbeeldingen |
| Veldzicht | Kasteel, buitenplaats     | ca. 1860                                               |                          | Hoofdstraat 244                       | 52° 2' 48" NB, 5° 17' 47" OL | 14095  | Meer afbeeldingen |
| Pand zonder verdieping pand onder mansarde dak                                                                                         | Woonhuis                  |                                                        |                          | Kerkplein 2                           | 52° 3' 20" NB, 5° 16' 34" OL | 14096  | Meer afbeeldingen |
| Pand zonder verdieping pand onder mansarde dak                                                                                         | Woonhuis                  |                                                        |                          | Kerkplein 3                           | 52° 3' 20" NB, 5° 16' 34" OL | 14097  | Meer afbeeldingen |
| Pand zonder verdieping pand onder mansarde dak                                                                                         | Woonhuis                  |                                                        |                          | Kerkplein 4                           | 52° 3' 20" NB, 5° 16' 34" OL | 14098  | Meer afbeeldingen |
| Sint-Petrus'-Bandenkerk | Kerk en kerkonderdeel     |                                                        |                          | Kerkplein 5                           | 52° 3' 19" NB, 5° 16' 33" OL | 14099  | Meer afbeeldingen |
| Pand zonder verdieping pand onder mansarde dak                                                                                         | Woonhuis                  |                                                        |                          | Kerkplein 6                           | 52° 3' 19" NB, 5° 16' 35" OL | 14100  | Meer afbeeldingen |
| Pand zonder verdieping pand onder mansarde dak                                                                                         | Woonhuis                  |                                                        |                          | Kerkplein 6A                          | 52° 3' 19" NB, 5° 16' 35" OL | 14101  | Pand zonder verdieping pand onder mansarde dak                                                                                         |
| Pand zonder verdieping pand onder mansarde dak                                                                                         | Woonhuis                  |                                                        |                          | Kerkplein 8                           | 52° 3' 19" NB, 5° 16' 36" OL | 14102  | Meer afbeeldingen |
| Pand zonder verdieping pand onder mansarde dak                                                                                         | Woonhuis                  |                                                        |                          | Kerkplein 9                           | 52° 3' 19" NB, 5° 16' 36" OL | 14103  | Meer afbeeldingen |
| Rijsenburgh | Tuin, park en plantsoen   |                                                        |                          | Langbroekerdijk 4                     | 52° 2' 37" NB, 5° 15' 11" OL | 14109  | Meer afbeeldingen |
| Dienstwoning | Dienstwoning              |                                                        |                          | Langbroekerdijk 31                    | 52° 1' 14" NB, 5° 17' 43" OL | 14110  | Meer afbeeldingen |
| Boerderij, dwarshuis | Boerderij                 | 18e eeuw                                               |                          | Sterkenburgerlaan 1                   | 52° 1' 27" NB, 5° 17' 9" OL  | 14112  | Meer afbeeldingen |
| Fraaie boerderij, langhuis type | Boerderij                 |                                                        |                          | Sterkenburgerlaan 3                   | 52° 1' 49" NB, 5° 17' 37" OL | 14113  | Meer afbeeldingen |
| Woning met dubbel zadeldak en rechte kroonlijst                                                                                        | Woonhuis                  |                                                        |                          | Sterkenburgerlaan 2                   | 52° 1' 25" NB, 5° 17' 12" OL | 14114  | Meer afbeeldingen |
| Huize Eikenhoven | Woonhuis                  |                                                        |                          | Hoofdstraat 76                        | 52° 3' 33" NB, 5° 16' 11" OL | 384670 | Meer afbeeldingen |
| Grafheuvels | Archeologisch monument    | Neolithicum en/of Bronstijd                            |                          |                                       | 52° 3' 45" NB, 5° 19' 14" OL | 45504  | Upload foto |
| Oud-Rijsenburgh | Archeologisch monument    | 13e eeuw                                               |                          |                                       | 52° 2' 36" NB, 5° 15' 9" OL  | 45505  | Upload foto |
| Sterkenburg | Archeologisch monument    | 13e eeuw                                               |                          |                                       | 52° 1' 20" NB, 5° 16' 57" OL | 45506  | Upload foto |
| Dennenburg: Park van de buitenplaats Dennenburg                                                                                        | Tuin, park en plantsoen   | 1745                                                   |                          | Engweg bij 34                         | 52° 2' 47" NB, 5° 16' 43" OL | 509758 | Upload foto |
| Dennenburg: Landhuis | Kasteel, buitenplaats     | 1890                                                   |                          | Engweg 34                             | 52° 2' 47" NB, 5° 16' 45" OL | 509759 | Meer afbeeldingen |
| Dennenburg: Inrijhek | Erfscheiding              | 1889                                                   |                          | Engweg bij 34                         | 52° 2' 43" NB, 5° 16' 42" OL | 509760 | Meer afbeeldingen |
| Broekbergen, voorheen Hoofdgebouw van het kloostercomplex Arca Pacis                                                                   | Klooster, kloosteronderdl | 1883                                                   |                          | Engweg 44                             | 52° 2' 33" NB, 5° 16' 36" OL | 509762 | Broekbergen, voorheen Hoofdgebouw van het kloostercomplex Arca Pacis                                                                   |
| Tuinmuur Arca Pacis | Tuin, park en plantsoen   | 1883                                                   |                          | Engweg bij 44                         | 52° 2' 33" NB, 5° 16' 36" OL | 509763 | Tuinmuur Arca Pacis |
| Toren van Arca Pacis | Kerk en kerkonderdeel     | 1883                                                   |                          | Engweg bij 44                         | 52° 2' 33" NB, 5° 16' 36" OL | 509764 | Toren van Arca Pacis |
| Beerschoten-Willinkhof | Tuin, park en plantsoen   | 1890                                                   |                          | Hoofdstraat bij 21                    | 52° 3' 50" NB, 5° 15' 56" OL | 509766 | Beerschoten-Willinkhof |
| Beerschoten-Willinkshof | Tuin, park en plantsoen   | 1889                                                   |                          | Hoofdstraat bij 21                    | 52° 3' 52" NB, 5° 15' 51" OL | 509767 | Beerschoten-Willinkshof |
| Dubbele arbeiderswoning | Woonhuis                  | 1895-1900                                              |                          | Mevr. van Vollenhovenpark 23/24       | 52° 3' 22" NB, 5° 17' 32" OL | 509769 | Dubbele arbeiderswoning |
| Dubbele arbeiderswoning | Woonhuis                  | 1895-1900                                              |                          | Mevr. van Vollenhovenpark 21/22       | 52° 3' 21" NB, 5° 17' 31" OL | 509770 | Dubbele arbeiderswoning |
| Heidestein: Schuur met hooiberg | Boerderij                 | 1914                                                   | Fukkink                  | Heidestein bij 5                      | 52° 4' 10" NB, 5° 16' 1" OL  | 509772 | Upload foto |
| Heidestein: Tuinhuis en ijskelder | Tuin, park en plantsoen   | 1880-1900                                              |                          | Heidestein bij 5                      | 52° 4' 15" NB, 5° 16' 20" OL | 509773 | Meer afbeeldingen |
| Heidestein: Poortgebouw met woning en garage                                                                                           | Bijgebouwen kastelen enz. |                                                        | Fukkink                  | Heidestein 5a                         | 52° 4' 13" NB, 5° 16' 9" OL  | 509774 | Meer afbeeldingen |
| Heidestein: Garage | Opslag                    | 1927-1935                                              | Fukkink                  | Heidestein bij 5a                     | 52° 4' 10" NB, 5° 16' 1" OL  | 509775 | Upload foto |
| Heidestein: 3 tunnels onder een aarden wal                                                                                             | Tuin, park en plantsoen   | 1908-1914                                              |                          | Heidestein bij 5                      | 52° 4' 16" NB, 5° 16' 25" OL | 509776 | Meer afbeeldingen |
| Heidestein: Vijver | Tuin, park en plantsoen   | 1908-1914                                              |                          | Heidestein bij 5                      | 52° 4' 16" NB, 5° 16' 21" OL | 509777 | Meer afbeeldingen |
| Heidestein: Betonnen brug | Brug                      | 1908-1914                                              |                          | Heidestein bij 5                      | 52° 4' 18" NB, 5° 16' 27" OL | 509778 | Meer afbeeldingen |
| Heidestein: Halleschuur | Boerderij                 | 1914                                                   | Fukkink                  | Heidestein bij 5                      | 52° 4' 10" NB, 5° 16' 1" OL  | 509779 | Upload foto |
| Heidestein: Schaapskooi | Boerderij                 | 1914                                                   | Fukkink                  | Heidestein bij 5                      | 52° 4' 10" NB, 5° 16' 1" OL  | 509780 | Upload foto |
| Heidestein: Halleschuur | Boerderij                 | 1914                                                   | Fukkink                  | Heidestein bij 5                      | 52° 4' 13" NB, 5° 16' 8" OL  | 509781 | Meer afbeeldingen |
| Houten villa, thans genaamd `boschlust'                                                                                                | Woonhuis                  | 1921                                                   |                          | Arnhemsebovenweg 163                  | 52° 3' 34" NB, 5° 17' 22" OL | 509782 | Houten villa, thans genaamd `boschlust'                                                                                                |
| Grafkapel | Begraafplaats en -onderdl | 1891                                                   |                          | Drieklinken (bij)                     | 52° 3' 14" NB, 5° 16' 30" OL | 509783 | Grafkapel |
| Baarhuisje | Begraafplaats en -onderdl | 1900-1910                                              |                          | Drieklinken (bij)                     | 52° 3' 14" NB, 5° 16' 30" OL | 509784 | Baarhuisje |
| Villa Sterrebosch | Woonhuis                  | 1900-1910                                              |                          | Hogesteeg 2                           | 52° 2' 57" NB, 5° 17' 12" OL | 509785 | Meer afbeeldingen |
| Fietsenstalling van Bornia | Bijgebouwen kastelen enz. | 1921-1923                                              |                          | Hoofdstraat bij 9                     | 52° 3' 58" NB, 5° 15' 43" OL | 509786 | Upload foto |
| Oranjerie van het Landgoed Bornia | Bijgebouwen kastelen enz. |                                                        |                          | Hoofdstraat 11                        | 52° 3' 60" NB, 5° 15' 51" OL | 509787 | Upload foto |
| Kastanjehof | Woonhuis                  | 1879                                                   |                          | Hoofdstraat 49                        | 52° 3' 36" NB, 5° 16' 17" OL | 509788 | Upload foto |
| Bijdorp | Bijgebouwen kastelen enz. | 1870-1880                                              |                          | Hoofdstraat 67                        | 52° 3' 24" NB, 5° 16' 32" OL | 509789 | Bijdorp |
| Schaepmanmonument | Gedenkteken               | 1908                                                   | Pierre Cuypers           | Hoofdstraat bij 85                    | 52° 3' 27" NB, 5° 17' 2" OL  | 509790 | Meer afbeeldingen |
| Rijk gedetailleerde villa | Woonhuis                  | 1880-1890                                              |                          | Hoofdstraat 178                       | 52° 3' 3" NB, 5° 17' 5" OL   | 509791 | Meer afbeeldingen |
| De Drieburg | Kasteel, buitenplaats     | 1880-1890                                              |                          | Hoofdstraat 252                       | 52° 2' 46" NB, 5° 17' 50" OL | 509792 | De Drieburg |
| Villa | Woonhuis                  | 1932-1933                                              |                          | Hoofdstraat 268                       | 52° 2' 40" NB, 5° 18' 1" OL  | 509793 | Villa |
| Villa De Maretak | Woonhuis                  | 1890                                                   |                          | Emmalaan 2                            | 52° 3' 27" NB, 5° 16' 14" OL | 509796 | Meer afbeeldingen |
| Sterkenburg: kasteel | Kasteel, buitenplaats     | ca. 1196                                               |                          | Langbroekerdijk 10                    | 52° 1' 25" NB, 5° 17' 2" OL  | 511806 | Meer afbeeldingen |
| Sterkenburg: parkaanleg | Tuin, park en plantsoen   | 1626                                                   |                          | Langbroekerdijk 10                    | 52° 1' 22" NB, 5° 17' 1" OL  | 511807 | Meer afbeeldingen |
| Sterkenburg: tuinmanshuis | Boerderij                 | eerste kwart 18e eeuw                                  |                          | Langbroekerdijk 14                    | 52° 1' 25" NB, 5° 17' 2" OL  | 511808 | Meer afbeeldingen |
| Sterkenburg: koetshuis | Bijgebouwen kastelen enz. | 1700-1800                                              |                          | Langbroekerdijk 12                    | 52° 1' 22" NB, 5° 17' 1" OL  | 511809 | Meer afbeeldingen |
| Sterkenburg: oranjerie | Tuin, park en plantsoen   | 1865                                                   |                          | Langbroekerdijk 10A                   | 52° 1' 22" NB, 5° 17' 11" OL | 511810 | Upload foto |
| Sterkenburg: duiventoren | Tuin, park en plantsoen   | 1862                                                   | N.J. Kamperdijk          | Langbroekerdijk 10A                   | 52° 1' 25" NB, 5° 16' 60" OL | 511811 | Meer afbeeldingen |
| Sterkenburg: brug | Tuin, park en plantsoen   | 1859                                                   |                          | Langbroekerdijk bij 10                | 52° 1' 19" NB, 5° 16' 59" OL | 511812 | Meer afbeeldingen |
| Sterkenburg: brug | Tuin, park en plantsoen   | 1856                                                   |                          | Langbroekerdijk bij 10                | 52° 1' 19" NB, 5° 16' 59" OL | 511813 | Upload foto |
| Sterkenburg: moestuin | Tuin, park en plantsoen   | 1800-1900                                              |                          | Langbroekerdijk bij 10                | 52° 1' 25" NB, 5° 16' 60" OL | 511815 | Meer afbeeldingen |
| Heidestein: smalle betonnen loopbrug                                                                                                   | Brug                      |                                                        |                          | Heidestein bij 5                      | 52° 4' 19" NB, 5° 16' 33" OL | 512728 | Meer afbeeldingen |
| Sparrendaal | Kasteel, buitenplaats     | 1754                                                   |                          | Hoofdstraat 89                        | 52° 3' 15" NB, 5° 16' 48" OL | 519722 | Meer afbeeldingen |
| Parkaanleg van buitenplaats Sparrendaal                                                                                                | Tuin, park en plantsoen   | laatste kwart 17e eeuw                                 |                          | Hoofdstraat bij 87                    | 52° 3' 22" NB, 5° 17' 3" OL  | 519725 | Meer afbeeldingen |
| Sparrendaal: bouwhuizen | Bijgebouwen kastelen enz. | ca. 1754 1800/1805 (uitbr) 1950/1960 (rest.)architect= |                          | Hoofdstraat 87                        | 52° 3' 15" NB, 5° 16' 45" OL | 519727 | Meer afbeeldingen |
| Sparrendaal: entreehek | Tuin, park en plantsoen   | midden 18e eeuw                                        |                          | Hoofdstraat bij 87                    | 52° 3' 14" NB, 5° 16' 45" OL | 519731 | Sparrendaal: entreehek |
| Sparrendaal: brug | Tuin, park en plantsoen   | 18e eeuw                                               |                          | Hoofdstraat bij 87                    | 52° 3' 14" NB, 5° 16' 50" OL | 519732 | Sparrendaal: brug |
| Sparrendaal: slingermuur | Tuin, park en plantsoen   |                                                        |                          | Hoofdstraat bij 87                    | 52° 3' 15" NB, 5° 16' 55" OL | 519734 | Meer afbeeldingen |
| Beerschoten-Willinkshof: koepel | Bijgebouwen kastelen enz. | 1899                                                   |                          | Hoofdstraat 21                        | 52° 3' 52" NB, 5° 15' 51" OL | 522617 | Meer afbeeldingen |
| Beerschoten-Willinkshof: parkaanleg | Tuin, park en plantsoen   | 1820-1870                                              |                          | Hoofdstraat bij 21                    | 52° 3' 50" NB, 5° 15' 52" OL | 522618 | Beerschoten-Willinkshof: parkaanleg |
| Beerschoten-Willinkshof: hekpijlers | Tuin, park en plantsoen   | laatste kwart 19e eeuw                                 |                          | Hoofdstraat bij 21                    | 52° 3' 54" NB, 5° 15' 42" OL | 522619 | Beerschoten-Willinkshof: hekpijlers |
| Beerschoten-Willinkshof: brug | Tuin, park en plantsoen   | ca. begin 19e eeuw                                     |                          | Hoofdstraat bij 21                    | 52° 3' 50" NB, 5° 16' 3" OL  | 522620 | Upload foto |
| Beerschoten-Willinkshof: koetshuis annex dienstwoning                                                                                  | Bijgebouwen kastelen enz. | tweede helft 19e eeuw                                  |                          | Hoofdstraat bij 21                    | 52° 3' 50" NB, 5° 15' 56" OL | 522622 | Meer afbeeldingen |
| Beverweert: Huis Voorlaan | Bijgebouwen kastelen enz. | 1880                                                   |                          | Langbroekerdijk 6                     | 52° 2' 1" NB, 5° 15' 54" OL  | 526375 | Upload foto |
| Beverweert: hekpalen bij voorlaan | Tuin, park en plantsoen   | midden 19e eeuw                                        |                          | Langbroekerdijk bij 6                 | 52° 2' 2" NB, 5° 15' 38" OL  | 526377 | Upload foto |
| Sterkenburg: twee schamppalen aan weerszijden van de oprijlaan                                                                         | Tuin, park en plantsoen   | 18e eeuw                                               |                          | Langbroekerdijk bij 10                |                              | 527333 | Upload foto |
| Sterkenburg: smeedijzereen toegangshek                                                                                                 | Tuin, park en plantsoen   | 18e eeuw                                               |                          | Langbroekerdijk bij 10                |                              | 527334 | Meer afbeeldingen |
| Sterkenburg: weidehekken | Tuin, park en plantsoen   | 1830                                                   |                          | Langbroekerdijk bij 10A               |                              | 527335 | Upload foto |
| Sterkenburg: tuinvaas | Tuin, park en plantsoen   | 18e eeuw                                               |                          | Langbroekerdijk bij 10A               |                              | 527336 | Upload foto |
| Sterkenburg: tuinvaas op het voorplein van kasteel                                                                                     | Tuin, park en plantsoen   | 19e eeuw                                               |                          | Langbroekerdijk bij 10                |                              | 527337 | Upload foto |
| Sterkenburg: sokkel bij de oranjerie                                                                                                   | Tuin, park en plantsoen   | 19e eeuw                                               |                          | Langbroekerdijk bij 10A               |                              | 527338 | Upload foto |
| Hardenbroek: Hoofdgebouw | Kasteel, buitenplaats     | 1762                                                   |                          | Langbroekerdijk 24                    | 52° 0' 41" NB, 5° 17' 3" OL  | 528025 | Meer afbeeldingen |
| Hardenbroek: Historische park- en tuinaanleg                                                                                           | Tuin, park en plantsoen   | middeleeuwen en later                                  |                          | Langbroekerdijk bij 24                |                              | 528026 | Hardenbroek: Historische park- en tuinaanleg                                                                                           |
| Hardenbroek: Dubbele houten brug | Tuin, park en plantsoen   |                                                        |                          | Langbroekerdijk bij 24                |                              | 528027 | Upload foto |
| Hardenbroek: Twee tuinvazen op sokkel                                                                                                  | Tuin, park en plantsoen   |                                                        |                          | Langbroekerdijk bij 24                |                              | 528028 | Upload foto |
| Hardenbroek: Gemetselde boogbrug | Tuin, park en plantsoen   |                                                        |                          | Langbroekerdijk bij 24                |                              | 528029 | Upload foto |
| Hardenbroek: Twee pompoenvormige ornamenten                                                                                            | 'Niet van Toepassing'     |                                                        |                          | Langbroekerdijk bij 24                |                              | 528030 | Hardenbroek: Twee pompoenvormige ornamenten                                                                                            |
| Hardenbroek: Twee lantaarns | Tuin, park en plantsoen   | 19e eeuw                                               |                          | Langbroekerdijk bij 24                |                              | 528031 | Upload foto |
| Hardenbroek: Zes schampstenen | Tuin, park en plantsoen   |                                                        |                          | Langbroekerdijk bij 24                |                              | 528032 | Upload foto |
| Hardenbroek: Oranjerie | Tuin, park en plantsoen   | 17e eeuw                                               |                          | Langbroekerdijk bij 24                |                              | 528033 | Hardenbroek: Oranjerie |
| Hardenbroek: Koetshuis | Bijgebouwen kastelen enz. | 1792 bouwnaald (eerder)                                |                          | Langbroekerdijk bij 24                |                              | 528034 | Hardenbroek: Koetshuis |
| Hardenbroek: Dienstwoning | Dienstwoning              | 1889                                                   |                          | Langbroekerdijk 20                    | 52° 1' 12" NB, 5° 17' 43" OL | 528035 | Meer afbeeldingen |
| Leeuwenburgh: hoofdgebouw | Kasteel, buitenplaats     | 1657                                                   |                          | Langbroekerdijk 39                    | 52° 1' 8" NB, 5° 18' 8" OL   | 528157 | Meer afbeeldingen |
| Leeuwenburgh: parkaanleg | Tuin, park en plantsoen   | tweede helft 17e eeuw                                  |                          | Langbroekerdijk bij 39                | 52° 1' 12" NB, 5° 18' 10" OL | 528158 | Meer afbeeldingen |
| Leeuwenburgh: bouwhuis | Bijgebouwen kastelen enz. | 1657-1659                                              |                          | Langbroekerdijk 41                    | 52° 1' 8" NB, 5° 18' 8" OL   | 528159 | Meer afbeeldingen |
| Leeuwenburgh: duiventoren | Tuin, park en plantsoen   | 1880                                                   |                          | Langbroekerdijk bij 39                | 52° 1' 7" NB, 5° 18' 9" OL   | 528160 | Meer afbeeldingen |
| Leeuwenburgh: Huis Molenstein (voorheen Schuilkerk)                                                                                    | Tuin, park en plantsoen   | 17e eeuw                                               |                          | Langbroekerdijk bij 36                | 52° 1' 4" NB, 5° 18' 2" OL   | 528161 | Meer afbeeldingen |
| Leeuwenburgh: daggelderswoningen | Bijgebouwen kastelen enz. | 1799                                                   |                          | Langbroekerdijk 36                    | 52° 1' 3" NB, 5° 18' 3" OL   | 528162 | Meer afbeeldingen |
| Leeuwenburgh: toegangshek naast Molenstein                                                                                             | Bijgebouwen kastelen enz. | 18e eeuw                                               |                          | Langbroekerdijk 36                    |                              | 528163 | Meer afbeeldingen |
| Leeuwenburgh: langhuisboerderij | Bijgebouwen kastelen enz. | 1775-1800                                              |                          | Langbroekerdijk 37                    | 52° 1' 9" NB, 5° 17' 58" OL  | 528164 | Meer afbeeldingen |
| Leeuwenburgh: schuur ten noorden van langhuisboerderij                                                                                 | Bijgebouwen kastelen enz. | 19e eeuw                                               |                          | Langbroekerdijk bij 39                |                              | 528165 | Upload foto |
| Leeuwenburgh: brug met inrijhek die toegang geeft tot de Leeuwenburgherlaan                                                            | Tuin, park en plantsoen   | 1856                                                   |                          | Langbroekerdijk bij 39                | 52° 1' 7" NB, 5° 18' 1" OL   | 528166 | Meer afbeeldingen |
| Leeuwenburgh: twee pijlers die toegang geven tot Leeuwenburgh                                                                          | Tuin, park en plantsoen   | 19e eeuw                                               |                          | Langbroekerdijk bij 39                |                              | 528167 | Upload foto |
| Leeuwenburgh: houten brug over de vijver                                                                                               | Tuin, park en plantsoen   | 1845                                                   |                          | Langbroekerdijk bij 39                | 52° 1' 10" NB, 5° 18' 10" OL | 528168 | Meer afbeeldingen |
| Leeuwenburgh: stenen tuinbank | Tuin, park en plantsoen   | vroeg 18e eeuw                                         |                          | Langbroekerdijk bij 39                |                              | 528169 | Upload foto |
| Leeuwenburgh: moestuinmuur | Tuin, park en plantsoen   | 18e/19e eeuw                                           |                          | Langbroekerdijk bij 39                |                              | 528170 | Upload foto |
| Leeuwenburgh: poortje in de moestuin                                                                                                   | Tuin, park en plantsoen   | 18e eeuw                                               |                          | Langbroekerdijk bij 39                |                              | 528171 | Upload foto |
| Leeuwenburgh: oranjerie | Tuin, park en plantsoen   | 1860                                                   |                          | Langbroekerdijk bij 39                |                              | 528172 | Upload foto |
| Leeuwenburgh: koude bak in de moestuin                                                                                                 | Tuin, park en plantsoen   | 19e eeuw                                               |                          | Langbroekerdijk bij 39                |                              | 528173 | Upload foto |
| Leeuwenburgh: houtschuur | Bijgebouwen kastelen enz. | 1800                                                   |                          | Langbroekerdijk bij 39                | 52° 1' 13" NB, 5° 18' 5" OL  | 528174 | Meer afbeeldingen |
| Leeuwenburgh: portierswoning | Bijgebouwen kastelen enz. | 1864                                                   |                          | Gooijerdijk 30                        | 52° 1' 41" NB, 5° 18' 44" OL | 528175 | Meer afbeeldingen |
| Leeuwenburgh: inrijhek bij portierswoning                                                                                              | Tuin, park en plantsoen   | 1864                                                   |                          | Gooijerdijk bij 30                    | 52° 1' 41" NB, 5° 18' 44" OL | 528176 | Meer afbeeldingen |
| Leeuwenburgh: koetsierswoning | Bijgebouwen kastelen enz. | 1784                                                   |                          | Langbroekerdijk 43                    |                              | 528177 | Meer afbeeldingen |
| Dennenburg: Boerderij | Boerderij                 | 1728                                                   |                          | Engweg bij 34                         |                              | 530556 | Upload foto |
| Dennenburg: Koetshuis, paardenstal en koetsierswoning met wasplaats                                                                    | Bijgebouwen kastelen enz. | ca. 1895                                               |                          | Engweg bij 34                         |                              | 530557 | Upload foto |
| Dennenburg: Oranjerie met kas | Bijgebouwen kastelen enz. | ca. 1895                                               |                          | Engweg bij 34                         |                              | 530558 | Meer afbeeldingen |
| Dennenburg: Tuinschuur | Bijgebouwen kastelen enz. | 1905                                                   |                          | Engweg bij 34                         |                              | 530559 | Upload foto |
| Dennenburg: Moestuinmuur met muurkas                                                                                                   | Bijgebouwen kastelen enz. | ca. 1895                                               |                          | Engweg bij 34                         |                              | 530560 | Meer afbeeldingen |